# Ernest Winar
Ernest Winar, auch Ernst Winar, gebürtig Wilhelm Joseph Carl Eichhoff (* 3. September 1894 in Leiden; † 28. Juni 1978 ebenda), war ein niederländischer Schauspieler und Regisseur.

## Leben
Winar studierte gerade an der Universität Leiden, als er 1914, angesichts der allgemeinen europäischen Mobilmachung, eingezogen wurde. Er blieb nahezu die gesamte Kriegszeit in Uniform, trat aber seit 1916 auch immer mal vor die Kamera. 1918 entschloss sich Winar, zur Bühne zu gehen und gab sein Debüt beim niederländischen Casino Ensemble. Auch seine Filmarbeit setzte er fort.
Winars Fach war anfänglich das des jungen Liebhabers, später gelang ihm mühelos der Wechsel ins Charakterfach. Im April 1920 verließ Ernest Winar Amsterdam und ging nach Berlin, wo er im August desselben Jahres die männliche Hauptrolle des Fritz in Robert Dinesens Film Die Benefiz-Vorstellung der vier Teufel erhielt. Seitdem spielte Ernest Winar eine Reihe von großen Neben- und gelegentlichen Hauptrollen bis zum Beginn des Tonfilms. Regie führte er 1922 bei der ‘Flappy’-Filmserie, 1923 während einer Stippvisite in seiner alten Heimat sowie 1927/28 bei weiteren fünf Filmen. Künstlerische Beachtung verdient nur sein Problemstück § 182 minderjährig.
Heimgekehrt in die Niederlande, konzentrierte sich Ernest Winar primär auf die Arbeit an der Bühne und drehte nur noch sporadisch Kinofilme. Nach 1955 widmete er sich der Synchronregie und war auch als Verwalter beim Luftschutz in Leiden tätig. Zuletzt nahm er die eine oder andere Rolle in Fernsehproduktionen an.
Winar war seit dem 15. Juni 1923 mehrere Jahre lang mit der britischen Schauspielerin Colette Brettel verheiratet.

## Filmografie (als Schauspieler)
| - 1916: Majoor Frans - 1916: La renzoni - 1917: Gloria Transita - 1917: Ulbo Garvema - 1917: De kroon der schande - 1918: Toent’t licht verdween - 1918: Pro Domo - 1918: De kroon der schande - 1918: Oorlog en vrede, 3 Teile - 1919: De duivel in Amsterdam - 1919: Een Carmen van het noorden - 1920: Het verborgen leeven - 1920: Wat eeuwig blijft - 1920: Die Benefiz-Vorstellung der vier Teufel - 1920: Die Präriediva - 1921: Der Liebling der Frauen - 1921: Der Flug in den Tod - 1921: Am roten Kliff - 1922: Flappy als Primaballerina (Kurzfilm, Regie) - 1922: Flappy hat einen Fimmel (Kurzfilm, Regie) - 1922: Flappy als Badegast (Kurzfilm, Regie) - 1923: Zwischen Flammen und Bestien - 1923: Wettlauf ums Glück - 1923: Der Mann im Hintergrund (De man op den achtergrond, Regie, Drehbuchmitarbeit) - 1924: Komödie des Herzens - 1924: Gefährliche Freundschaft - 1924: Die Millionenkompagnie | - 1925: Die große Gelegenheit - 1925: Die Kleine vom Bummel - 1925: Das stolze Schweigen - 1925: Die da unten - 1926: Die Wacht am Rhein - 1926: Sünde am Weibe - 1926: Zirkus Renz - 1926: Der falsche Erzherzog - 1926: An der Weser - 1927: Der Neffe aus Amerika (Regie) - 1927: Das Haus am Krögel (Regie) - 1927: § 182 minderjährig (Regie) - 1927: Wochenendbraut (Regie) - 1928: Der Hafenbaron (Regie) - 1929: Was eine Frau im Frühling träumt - 1930: Die heiligen drei Brunnen - 1934: Cabaretalbum (Regie) - 1935: De kribbebijter (Coregie) - 1935: Op stap (Regie) - 1938: De laatste dagen van een eiland (Regie, Drehbuch) - 1942: Dik trom en zijn dorpsgenoten (Regie, Drehbuch) - 1948: Viftig jaren (Regie) - 1949: Trouwe kameraden (Regie) - 1950: Kees de zoon van de stroper (Regie) - 1955: Vier jongens en een jeep (auch Regie) - 1971: Toen (TV) - 1975: Volk en vaderliefde (TV) |